# ヴィサギナス原子力発電所
ヴィサギナス原子力発電所（リトアニア語: Visagino atominė elektrinė）はリトアニアで計画されている原子力発電所。EUへの加盟契約に基づいて2009年12月31日に停止、閉鎖されたイグナリナ原子力発電所の場所に建設することが提案された。  イグナリナ原発の2基の原子炉は現在廃炉中である。

## 歴史
原子力発電所の建設にかかわる議論は1990年代に始まり、2000年代まで続けられた。EUへの加盟契約によって、リトアニアはイグナリナ原子力発電所の原子炉の廃止義務を負った。
2005年12月1日、リトアニアの大統領アルギルダス・ブラザウスカスはエストニア訪問中にエストニア電力(エスティ・エネルギア)のCEO、Sandor Liiveとエストニア電力の原子力発電所計画への参加の交渉のために会い、2006年1月26日、ヴィリニュスでの会議で、バルト3国の代表者はこの地域での新発電所の実現性の検討をおこなった。2006年2月27日、トラカイでの会議で、リトアニア・ラトビア・エストニアの3国の大統領は合意条件と関連する各当事者への適用条件を基礎にリトアニアの新原発の設計と建築に投資するため、それぞれの国の国有電力企業を招き公式声明に調印した。
この公式声明の基礎は2006年3月8日に行われ、リトアニア電力(リェトゥボス・エネルギヤ)、エストニア電力、ラトビア電力(ラトヴェネルゴ)の各社長はイグナリナでの会合の中でリトアニアの新原子力発電所建設のための準備に関する覚書に調印した。2006年12月8日、ポーランドはこの計画に参加するために招待された
2007年6月28日、リトアニア議会は新原発を建設する法律を承認し、正式に計画が開始された。
2007年7月4日、リトアニア大統領ヴァルダス・アダムクスはこの法律に調印し、2007年7月10日に発行した。
この法律は新原発のための投資を得るための"国営投資組織(national investor)"の創設を規定した。
国営投資企業の設立に関するNDXエネルギヤを保有する政府と民間の会談は2007年11月30日に始まり、2007年12月20日にリトアニア政府とNDXエネルギヤの間で国営投資企業LEO LTの設立が合意された。リトアニア議会はこの合意を2008年2月1日に承認し、リトアニア大統領は2008年2月12日に調印した。しかし、LEO LTは2009年末に解散し、原子力発電所の設立の責任は特殊計画企業ビサギノ・アトミネ・エレクトリネに引き継がれた。戦略的投資家を見つけるための入札は2009年12月に始まった。
2007年11月15日、環境影響調査計画が承認され、2008年7月30日に計画されている新原発が公式にヴィサギナス原子力発電所と名づけられた。
2011年7月14日、リトアニアエネルギー省は2011年の終わりまでに戦略投資家としてGE日立ニュークリア・エナジーと契約を結んだことを発表した。しかし、2012年10月に行われた原発建設の是非を問う国民投票では、巨額な建設費用と福島第一原発事故による安全性への不安から反対票が多数を占めた。また同時に行われたリトアニア議会選挙で勝利を収め、次期首相になることが事実上確定したリトアニア社会民主党のブトケヴィチュース党首は、総事業費や工程が明らかになっていないとして建設計画を見直す考えを明らかにしていることから、原発建設計画は中断される可能性も出てきた。
選挙後、液化天然ガスの基地が建設されるなどエネルギー事情が変化、そして2016年10月9日（第１回投票）と23日（決選投票）に投票が行われたセイマス選挙で反原発を掲げるリトアニア農民・緑の連合が54議席を獲得し第1党に躍進したことで、原発建設は一層困難となる可能性が高くなった。

## 建設
環境影響調査の結果によって、発電所の容量は3,400MWまで拡大可能であり、2基の原子炉からなる可能性が高い。原子炉の選択によって、発電所は2018年から2020年に建設される予定である。この計画の必要資金は30億から50億ユーロが見込まれている。

## 計画企業
この計画は特殊計画企業ビサギノ・アトミネ・エレクトリネによって行われている。この計画企業の株式の大多数は戦略投資家が所有している。また、34%の権益をリトアニアが保持している。そのほかにはエストニアとラトビア、ポーランドの企業が地域協力企業として計画に参加している。

## 環境影響評価
環境影響調査はPöyry Energyとリトアニアエネルギー基幹の組合に実施された。環境影響調査計画は2007年11月15日に承認され、報告は2008年8月27日に提出された。環境影響調査プロセスは2009年3月27日に終了し、2009年4月21日に環境省によって3400MWの原子炉の建設許可が承認された。環境影響調査認可は複数のNGO（Community Atgaja from Lithuania、ラトビアグリーン運動、CEE Bankwatch Network、グリーンピース）の合同で請願された